# Édouard Mairet
Edouard Mairet, né le 30 août 1838 à Dijon  et mort le 2 janvier 1906 dans la même ville, est un architecte français .

## Biographie
Edouard Mairet nait au no 35 de la rue Jeannin à Dijon et est le fils d'Antoine Mairet, maître couvreur et de Marie Catherine Philibeaux. Il étudie à l'école des Beaux Arts de Dijon et obtient le premier prix d'architecture en 1858 et 1859. Il intègre ensuite en 1861 l'école Impériale et Spéciale des Beaux Arts de Paris en section architecture. Il est élève de Charles-Auguste Questel et sera diplômé en 1863.

## Œuvres

### Beaune
- Autel-retable de la Basilique Notre-Dame de Beaune en 1870[5]

### Dijon
- Restauration de la chapelle de la vierge de la cathédrale Saint-Bénigne en style néogothique en 1870[6].
- Restauration de la chapelle du Sacré-Cœur de la cathédrale Saint-Bénigne en style néo-roman en 1874[6].
- La chapelle de l'assomption de style néogothique entre 1877 et 1882[7]

### Fontaine-lès-Dijon
- Monument aux morts de la guerre de 1870, inauguré le 8 novembre 1876[8]

### Saint-Didier
- Restauration de l'église paroissiale Saint-Didier entre 1879 et 1881[9]

### Sainte-Sabine
- Restauration du chœur et du transept de l'église paroissiale de Sainte-Sabine en 1885[10]

### Velars-sur-Ouche
- Monument à Notre-Dame d'Étang entre 1877 et 1896[11]

## Photographies

### Dijon

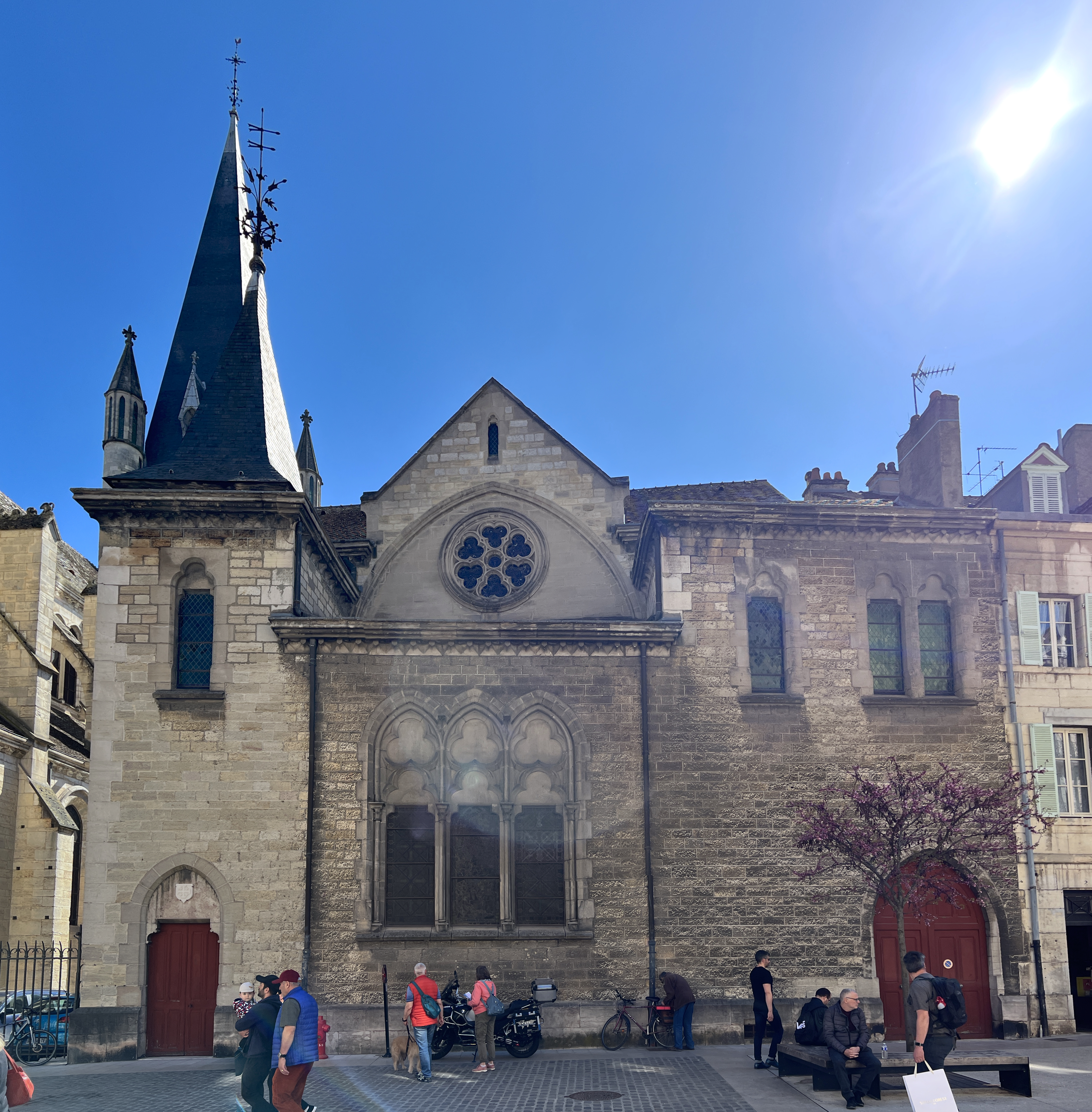
Chapelle de l'Assomption à Dijon
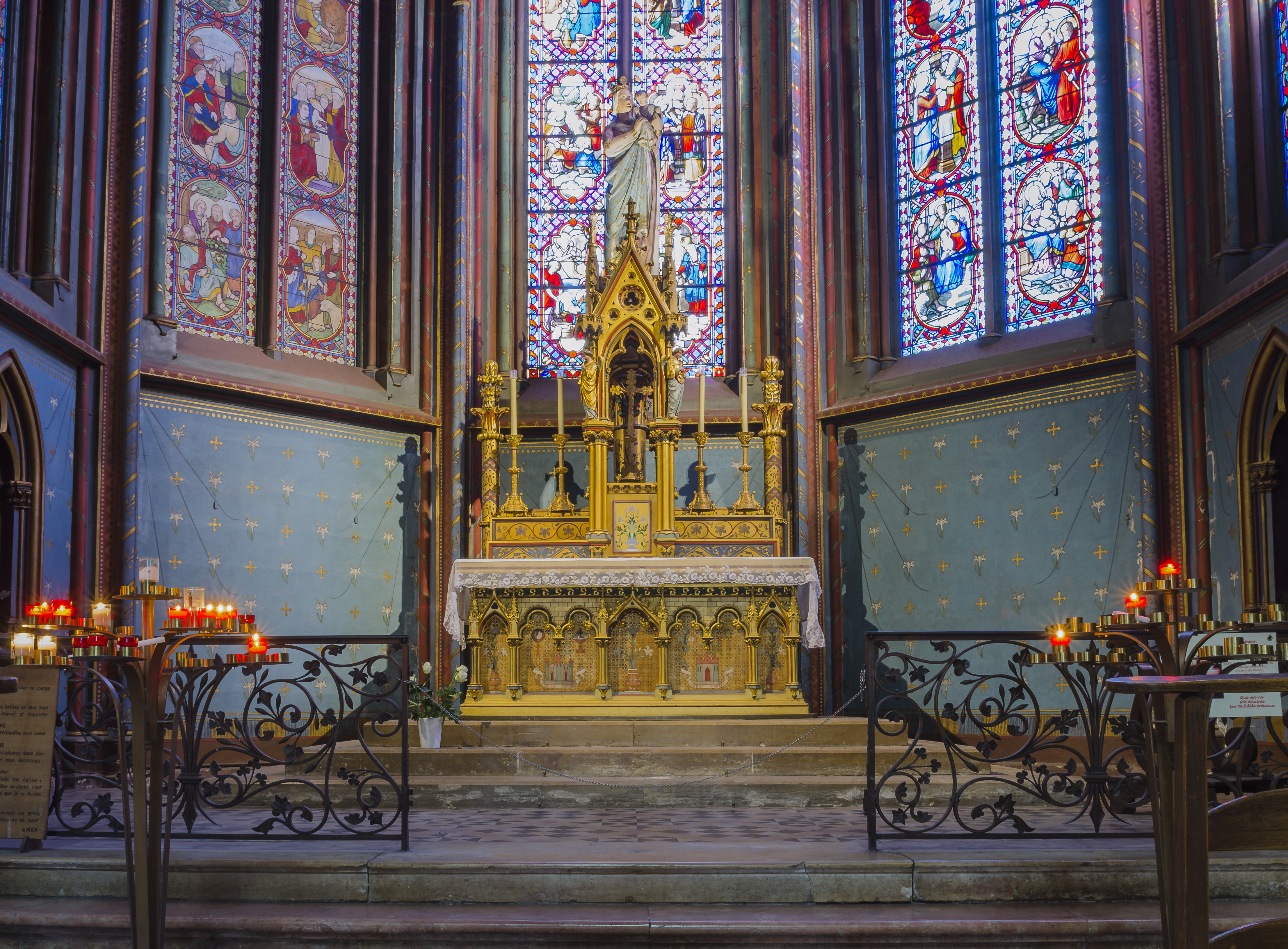
Chapelle de la Vierge de la cathédrale Saint-Bénigne
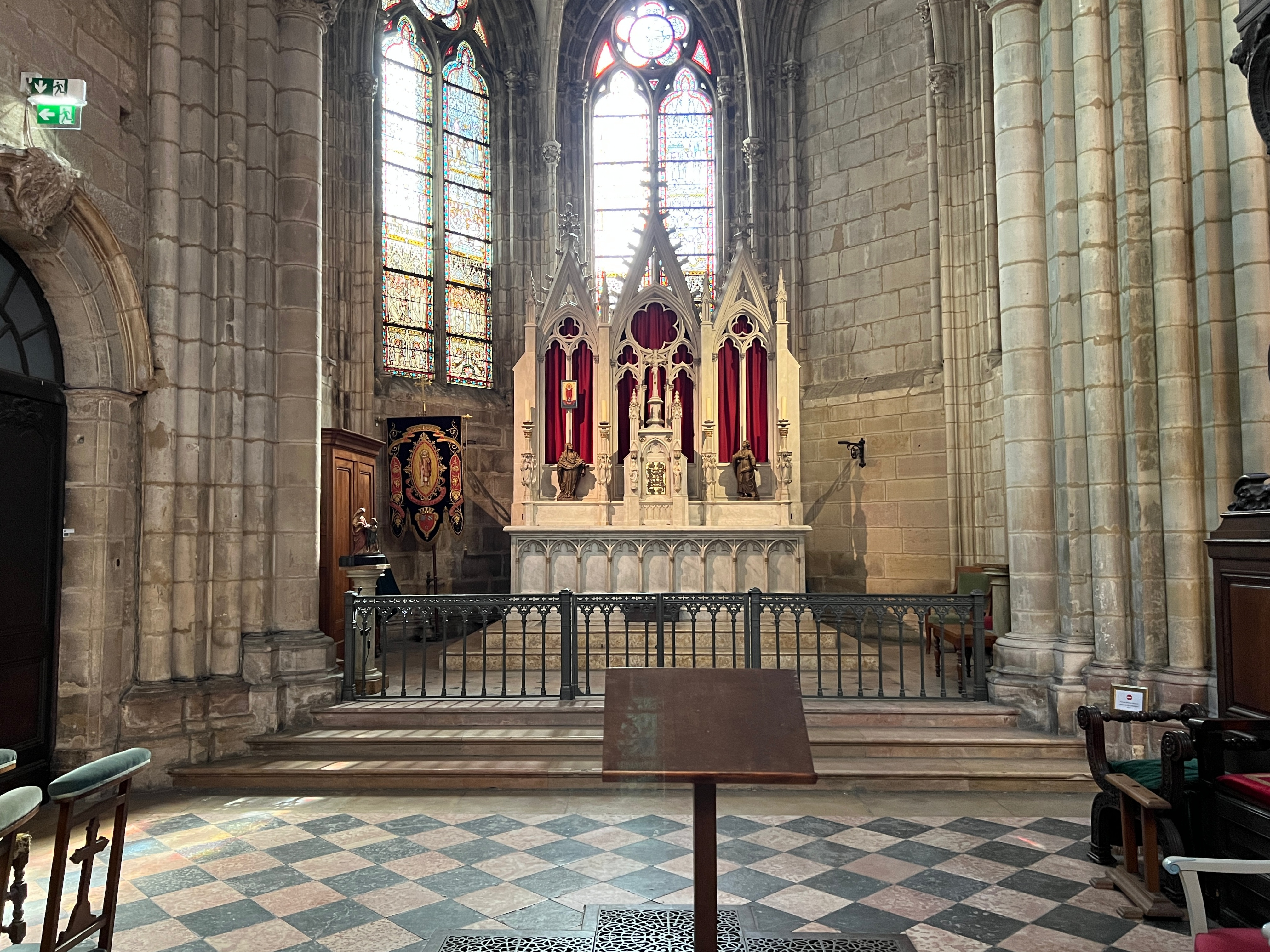
Chapelle du Sacré-Cœur de la cathédrale Saint-Bénigne

### Côte d'Or

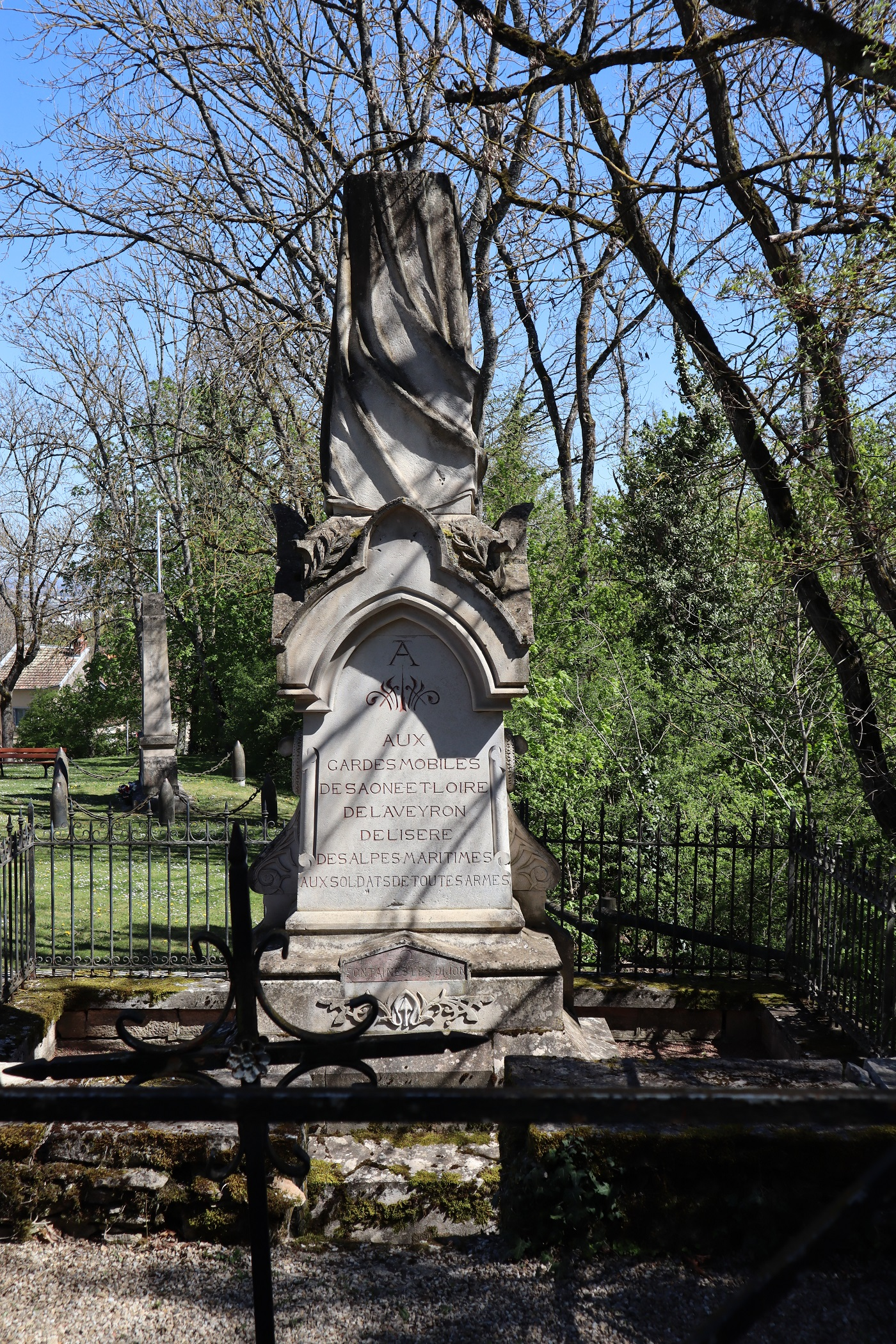
Monument aux morts de la guerre de 1870 à Fontaine-lès-Dijon
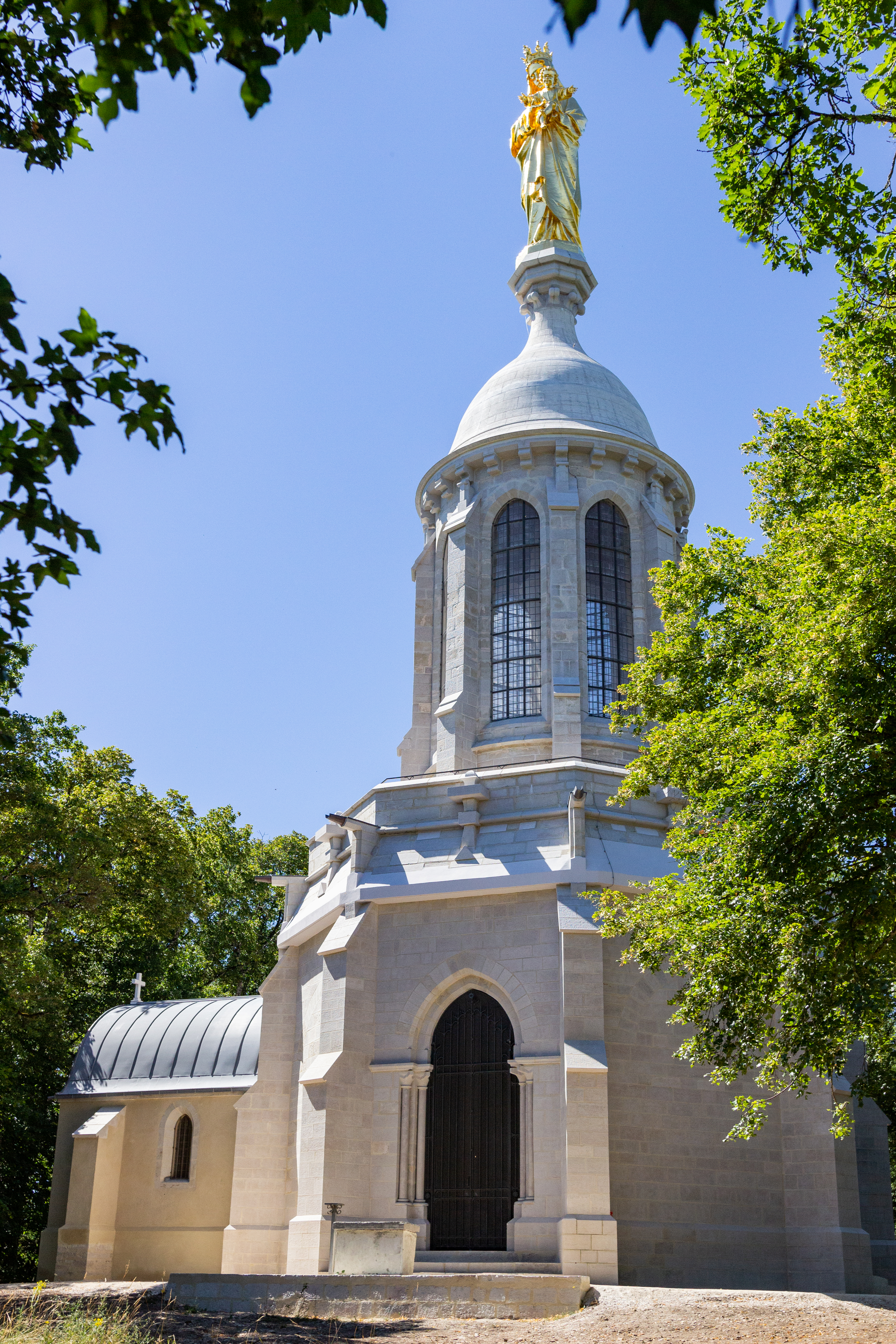
Monument à Notre-Dame d'Étang